# Hexaèdre tronqué étoilé
En géométrie, l'hexaèdre tronqué étoilé est un polyèdre uniforme non-convexe, indexé sous le nom U19. Il est également nommé cube tronqué étoilé ou polyèdre de Badoureau.
L'hexaèdre tronqué étoilé a 24 sommets, 36 arêtes et 14 faces (8{3}+6{8/3}). Sa configuration de sommet est 3.8/3.8/3. Son groupe de symétrie est Oh, son symbole de Wythoff est 2 3 | 4/3, et sa caractéristique d'Euler est χ=2.
Son numéro d'index de Kaleido est K24, son numéro dans les patrons de polyèdre de Wenninger est 92, et il a reçu le numéro 66 dans l'article de Coxeter de 1954, qui donna en premier la liste complète des polyèdres uniformes.
Il partage son arrangement de sommet avec le petit rhombicuboctaèdre régulier.